# Anne-Marie Colchen
Pour les articles homonymes, voir Colchen.

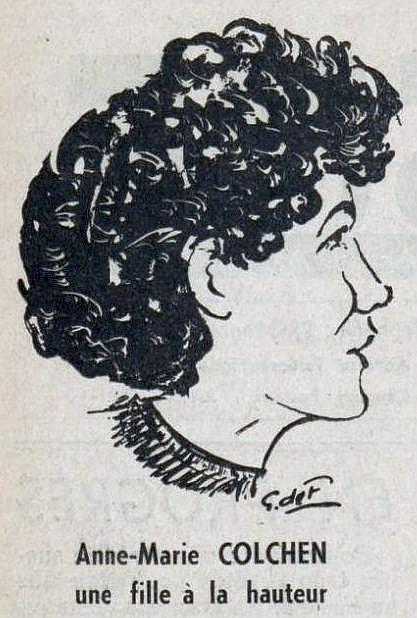
Anne-Marie Colchen, 'croquée' en 1946.

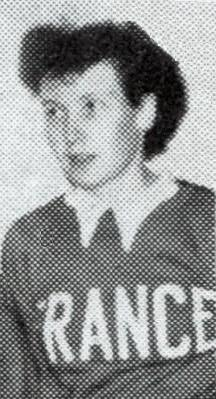
Anne-Marie Colchen en équipe de France de basket-ball (janvier 1949).

Anne-Marie Colchen (épouse Maillet), née le 8 décembre 1925 au Havre (Seine-Inférieure) et morte le 26 janvier 2017 à Sanary-sur-Mer (Var), est une athlète et basketteuse française.

## Biographie
En 1949, l’industriel Roger Belin, grand amateur de sport, embauche Anne-Marie dans son usine en qualité de comptable.
Après son retrait de la pratique sportive, elle a également formé beaucoup de jeunes joueurs et joueuses au sein de la commission technique du comité de basket des Bouches-du-Rhône ; elle y a marqué de son empreinte le basket provençal en s'investissant en tant que dirigeante, présidente de la commission des jeunes, de la commission prospective et même vice-présidente du comité en 1985-1986. Elle a également longtemps été arbitre sur la Côte d'Azur.
Elle meurt le 26 janvier 2017. Ses obsèques ont eu lieu le 1er février 2017 dans la plus stricte intimité.
Elle est la mère de la joueuse de basket-ball Marie-Christine Decker.

## Carrière sportive

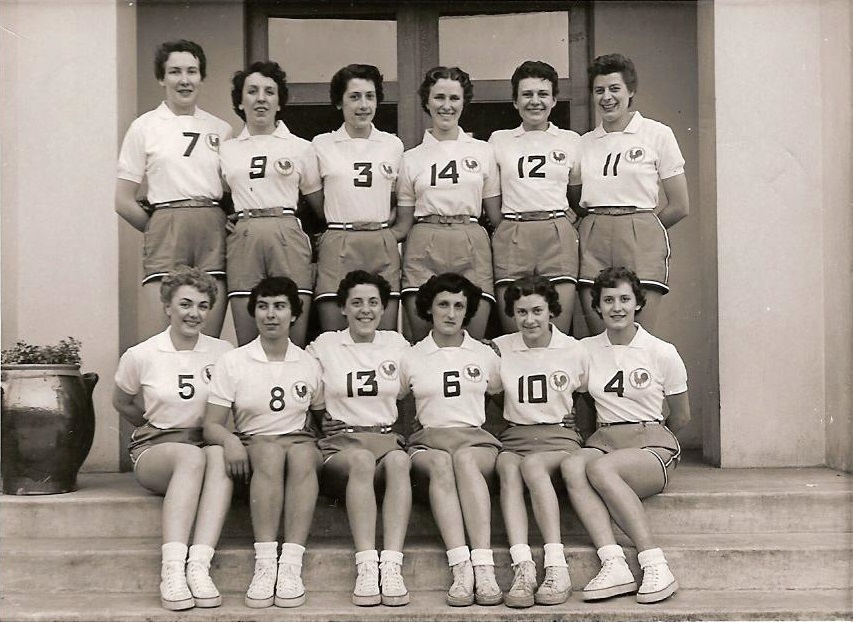
Anne-Marie Colchen (n° 7) avec l'équipe de France de basket-ball en 1953.

Dès l'âge de 15 ans, elle s'adonne à l'athlétisme et au basket au sein du même club, l'Association sportive Augustin Normand (ASAN),. Sous les couleurs de ce patronage catholique, affilié au Rayon sportif féminin, elle accumule les performances avant que le commissariat aux sports de Vichy n'oblige le RSF à fusionner le 3 octobre 1940 avec son homologue masculin, la Fédération gymnastique et sportive des patronages de France (FGSPF). L'ambiance lui plaît mais ses coéquipières étant loin d'être à sa hauteur, elle se laisse séduire en 1949 par le CS Château-Thierry, dont l'équipe des juniores vient de remporter le titre de championne de France et a de grandes ambitions. En 1952, elle a le mal du pays et revient au Havre de 1953 à 1956.
Elle fait partie des membres de la Fédération sportive de France (FSF) sélectionnés pour les Jeux olympiques de Londres en 1948 et de ceux qui représentent la FSF à ceux de la XVe olympiade à Helsinki en 1952. Elle est titrée en saut en hauteur et a également obtenu d’excellentes performances sur les haies et sur divers lancers. Elle compte 63 sélections en équipe de France entre 1946 et 1956. Le 13 juillet 1953, au stade Géo André à Paris, elle porte le record fédéral FSF du lancer de javelot — catégorie senior féminine — à 29,08 m. Le 6 mai 1956, elle fait ses adieux à l'ASAN après avoir remporté la coupe nationale féminine excellence. Elle joue au basket au plus haut niveau jusqu'à la fin des années 1960 au CS Toulon.

## Palmarès

### Basket-ball
En basket, Anne-Marie Colchen est :
- trois fois championne de France avec l'équipe du CS Château-Thierry[7] en 1950, 1951 et 1952 ;
- médaille de bronze au championnat du monde 1953[J 7] ;
- 4e du championnat d'Europe 1950 ;
- 7e du championnat d'Europe 1952 ;
- 6e du championnat d'Europe 1954 ;
- 7e du championnat d'Europe 1956.

Elle est sélectionnée soixante-trois fois en équipe de France dès l'âge de 21 ans : première sélection le 10 février 1946 à Bruxelles (Belgique) contre la Belgique, dernière sélection le 10 juin 1956 à Prague (Tchécoslovaquie) contre l'équipe d'Autriche.
Lors de la finale du championnat de France 1950, elle marque 35 des 50 points de son équipe qui remporte le titre pour un point d’écart (50-49) grâce à son tir du milieu du terrain à une seconde de la fin.

### Athlétisme
Elle est sélectionnée onze fois en équipe de France d'athlétisme, de 1946 à 1955, où elle est :
- deux fois détentrice du record de France de saut en hauteur, durant plus de 10 années (1,60 m, puis 1,63 m en 1949) ;
- championne d'Europe de saut en hauteur en 1946[J 7] ;
- vice-championne d'Europe du relais 4 × 100 m en 1946 (avec Léa Caurla, Claire Brésolles et Monique Drilhon) ;
- championne de France de saut en hauteur en 1946, 1948, 1949 et 1950.

## Distinctions
Anne-Marie Colchen est :
- désignée Gloire du sport en 2002[J 8] ;
- élue à l'Académie du basket-ball français en 2005 ;
- titulaire de la médaille d'or de l’éducation physique en 1945 ;
- Chevalière de l'ordre des Palmes académiques ;
- Chevalier de l'ordre du Mérite sportif‎ ;
- Chevalière de la Légion d'honneur le 12 avril 2009[8].

En mai 2019, la ville de Château-Thierry a donné son nom à un gymnase.